# Дрежник-Дрезовицький
Дрежник-Дрезовицький (хорв. Drežnik Brezovički) — населений пункт у Хорватії, у складі громади Загреба.

## Населення
Населення за даними перепису 2011 року становило 656 осіб.
Динаміка чисельності населення поселення:

## Клімат
Середня річна температура становить 10,68 °C, середня максимальна – 25,36 °C, а середня мінімальна – -6,39 °C. Середня річна кількість опадів – 913 мм.
| Клімат поселення                              | Клімат поселення | Клімат поселення | Клімат поселення | Клімат поселення | Клімат поселення | Клімат поселення | Клімат поселення | Клімат поселення | Клімат поселення | Клімат поселення | Клімат поселення | Клімат поселення | Клімат поселення |
| Показник                                      | Січ.             | Лют.             | Бер.             | Квіт.            | Трав.            | Черв.            | Лип.             | Серп.            | Вер.             | Жовт.            | Лист.            | Груд.            |                  |
| Середній максимум, °C                         | 6,11             | 8,20             | 12,72            | 17,21            | 22,14            | 25,36            | 24,88            | 24,16            | 20,08            | 14,86            | 8,80             | 5,12             |                  |
| Середня температура, °C                       | −0,14            | 1,94             | 6,49             | 10,96            | 15,89            | 19,12            | 20,87            | 20,16            | 16,06            | 10,85            | 4,81             | 1,10             |                  |
| Середній мінімум, °C                          | −6,39            | −4,3             | 0,22             | 4,71             | 9,63             | 12,86            | 16,86            | 16,16            | 12,06            | 6,85             | 0,80             | −2,9             |                  |
| Норма опадів, мм                              | 52               | 49               | 60               | 67               | 79               | 96               | 86               | 91               | 89               | 89               | 89               | 66               |                  |
| Середньомісячна швидкість вітру, м/с          | 1.60             | 1.80             | 2.20             | 2.10             | 2.00             | 1.80             | 1.73             | 1.60             | 1.57             | 1.60             | 1.70             | 1.70             |                  |
| Середньомісячна сонячна радіація, кДж/м²·день | 4137             | 6858             | 10485            | 14934            | 18960            | 20829            | 21752            | 19053            | 14026            | 8654             | 4551             | 3346             |                  |
| --------------------------------------------- | ---------------- | ---------------- | ---------------- | ---------------- | ---------------- | ---------------- | ---------------- | ---------------- | ---------------- | ---------------- | ---------------- | ---------------- | ---------------- |
| Джерело:                                      |                  |                  |                  |                  |                  |                  |                  |                  |                  |                  |                  |                  |                  |